# Szécsénykút
Szécsénykút (1887-ig Petancz, szlovénül: Petanjci, vendül: Petajnci) falu Szlovéniában, Muravidéken, Pomurska régióban. Közigazgatásilag Csendlakhoz tartozik.

## Fekvése
Muraszombattól 8 km-re nyugatra a Mura bal partján a stájer határ mellett fekszik, a Ravensko tájegység legnyugatibb települése.

## Története
A települést 1229-ben "Pethenegh" alakban említik először. Ekkor vásárol itt egy nagyobb területet a Pethenye nembeli Lodomérfia Jaroszló és Luchanfia Miklóstól a Nádasd nembeli Petan comes, királyi szerviens a Nádasdy család őse.
A falu ősi neve eredetileg talán Pecsenyéd lehetett, mely a tapasztalat szerint egykori besenyő határőrzőkre utal. A név a későbbiekben első birtokosának neve alapján alakult át, így a későbbiekben "Pethenye" (1234), "Pethenyed" (1238), "Petened" (1265), "Peteunych, Petanicz" (1348), "Felsepethenich, Kezepsewpethenich, Alsopethenich" (1414), "Pethancz" (1472), "Felsew-, Kezepsew-, Also-Pethanycz" (1504) alakban szerepel a korabeli forrásokban. A Szécsénykút név a 19. századi magyarosítások eredménye.
1347-ben a Nádasd nemzetség Darabos-ágához tartozó János megjáratja Petánc határait, ekkor a települést „Poss. Peteninch” néven említik. A falu 1348-as határjárásához a Gutkeled nembeli Amadéfi János és Amadé, Felsőlendva urai kiküldik várnagyukat, hogy érdekeiket ott képviselje.
Az 1364 karácsonyán kelt királyi oklevéllel jóvá hagyott egyezség szerint  Széchy Péter fia Miklós dalmát-horvát bán és testvére Domonkos erdélyi püspök kapták királyi adományul illetve cserében a Borsod vármegyei Éleskőért, Miskolcért és tartozékaikért Felsőlendvát és tartozékait, mint a magban szakadt Gutkeled nembeli Amadéfi János birtokát. Az 1366-os beiktatás alkalmával részletesebben kerületenként is felsorolják az ide tartozó birtokokat, melyek között a falu Petenincz néven szerepel. A település a későbbi századokon át is birtokában maradt a családnak. A felsőlendvai uradalom belmurai kerületéhez tartozott. 1621-ben említik kastélyát is. 1687, a Széchy család fiági kihalása után több birtokosa volt.
Vályi András szerint " PETÁNCZ. Tót falu Vas Vármegyében, földes Urai több Uraságok, lakosai külömbfélék, fekszik Tisinához közel, mellynek filiája, határja a’ természetnek szép javaival megáldatott, első osztálybéli."
Fényes Elek szerint " Petancz, vindus falu, Vas vmegyében, a felső-lendvai uradalomban, közel a Murához, 416 kath. lak., kath. fiókegyházzal, népes bucsukkal."
Vas vármegye monográfiája szerint " Széchénykút (Petáncz) muramenti, stájer határszéli község, 71 házzal és 515 r. kath. vallású vend lakossal. Postája Ferenczfalva, távírója Muraszombat. A községben ásványvízforrás és fürdő van, melyről más helyen szólunk bővebben."
1890-ben 515 lakosából 506 szlovén, 6 magyar és 3 német volt.
1910-ben 545, túlnyomórészt szlovén lakosa volt. A trianoni békeszerződésig Vas vármegye Muraszombati járásához tartozott, 1919-ben átmenetileg a de facto Mura Köztársaság része lett. Még ebben az évben a Szerb–Horvát–Szlovén Királysághoz csatolták, ami 1929-től Jugoszlávia nevet vette fel. 1921-ben az első délszláv népszámlálás során 556 szlovén és 1 német lakott a településen, közülük 546 katolikus és 11 evangélikus. 1931-ben 633 lakosa volt. 1941-ben átmeneti időre ismét Magyarországhoz tartozott, 1945 után visszakerült jugoszláv fennhatóság alá. 1961-ben 728-an, 1971-ben 775-en éltek itt. 1991 óta a független Szlovénia része. 2002-ben 676 lakosa volt.

## Nevezetességei
- Történeti és régészeti adatok alapján Szécsénykúton már 1229-ben állt egy vizivár, melynek első írásos említése a 16. században történt. A Muraszombati Városi Múzeumban több itt talált lelet, cserép- és üvegtöredékek, kályhacsempe töredék, vaskés található, melyek az 1490 és 1550 közötti időszakra datálhatók. A vár pusztulásának ideje ismeretlen. Mára csak egy 85-ször 75 méter nagyságú sánc maradványa látható a helyén.
- A faluban ásványvízforrás és fürdő van. Gyógyvizét 1882-ben vegyelemezték először, ivókúrára használják.

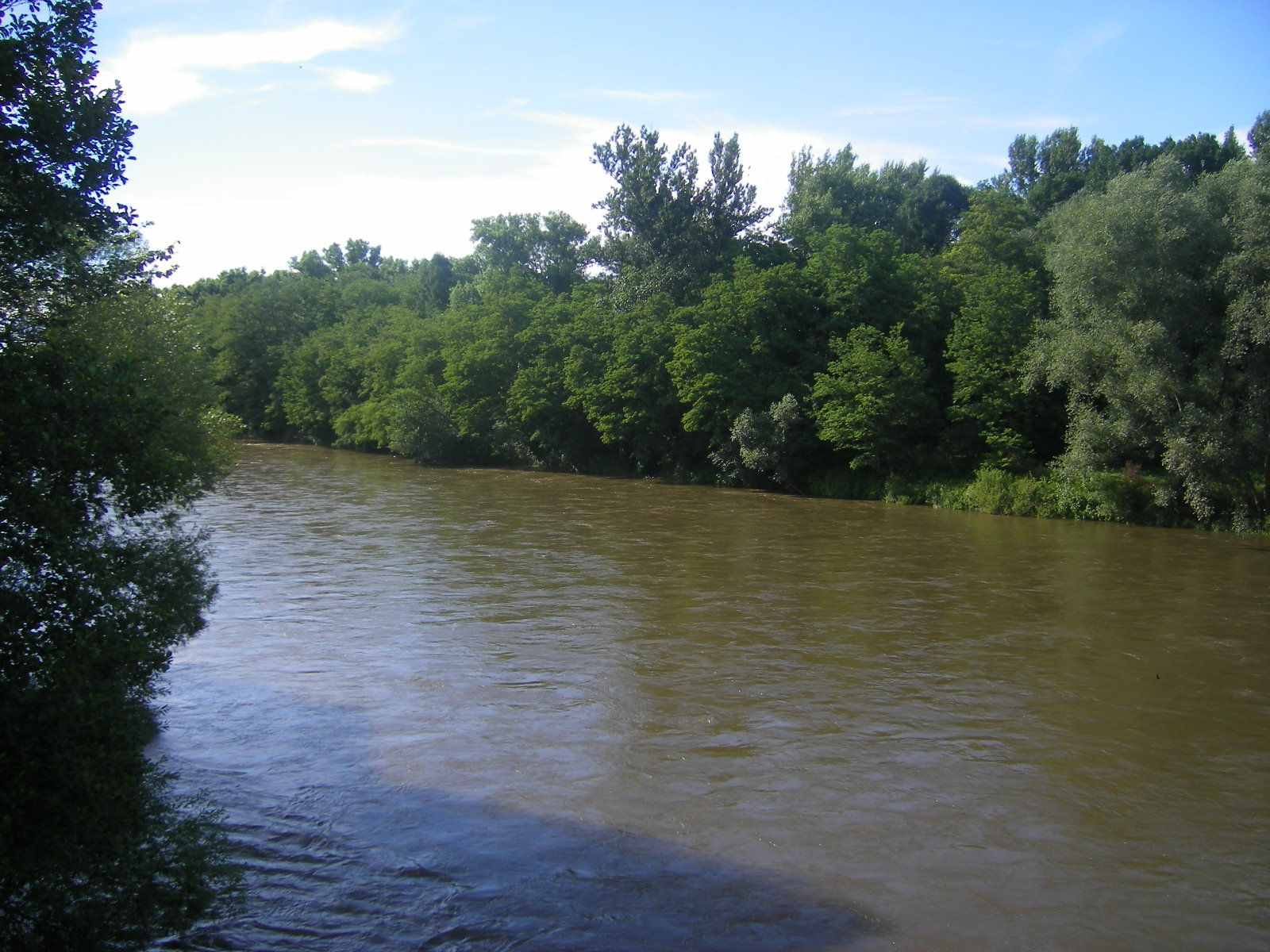
A Mura Szécsénykútnál

## Híres emberek
Itt élt 1598-ban egy rövid ideig az ellenreformáció elől Grazból ide menekülő fiatal Johannes Kepler, korának legnagyobb csillagásza, fizikusa és matematikusa (ekkor a grazi lutheránus gimnázium tanára).